# Domaldi

Midvinterblot, quadro monumental de Carl Larsson, inspirado no sacrifício de Domaldi

Domaldi (em nórdico antigo: Dómaldi; em islandês: Domalde ou Dómaldi) ou Domaldro (em latim: Domalder) é um rei lendário dos suíones (Suídia) do século II. A sua existência é considerada uma criação literária, sem fundamentação histórica.

## Vida
Teria pertencido à Casa dos Inglingos, sendo filho do rei Visbur, e pai do rei Domar.
A Saga dos Inglingos conta: Domaldi sucedeu ao seu pai, o rei Visbur. No seu reinado houve más colheitas, e muita fome e miséria em Svitjod. Para aplacar os deuses, foram feitos muitos sacrifícios em Uppsala - No primeiro ano, foram sacrificados bois. No segundo ano, seres humanos. No terceiro ano, o próprio rei Domaldi, por decisão dos chefes tribais (hövdingar). As estátuas dos deuses foram salpicadas com o sangue de Domaldi, e no ano seguinte voltou a haver uma boa colheita.
É mais conhecido por estar representado no quadro monumental Midvinterblott (Sacrifício do inverno) de Carl Larsson, exposto no Museu Nacional de Belas-Artes em Estocolmo.